# Леонард Баумбах
Леонард Баумбах или Леополд фон Баумбах е никополски епископ управлявал епархията за кратко в началото на XX в.

## Биография
Леополд фон Баумбах e роден на 11 юни 1855 г. в град Лудвигсбург, Германия. Първоначално Леонард е бил протестант. Ръкоположен е за свещеник през 1880 г. в Конгрегацията на пасионистите.
От 1 март 1910 г. отец Леонард фон Баумбах е помощник-епископ (коадютор) на епископ Анри Дулсе. На 5 ноември 1911 г. в ролята си на помощник-епископ, той посещава немската католическа общност в добруджанското село Али Анифе и освещава тържествено новата църква „Св. Йоан Кръстител“. След като епископ Дулсе напуска епархията, на 31 март 1913 г. отец Леонард е назначен за никополски епископ.
През 1914 г. епископ Баумбах призовава на мисия сестрите бенедиктинки за целите на обучението на германските деца и младежи в село Енидже. По-късно е основан и католическият бенедиктински манастир „Сърцето на Иисус“.
Заради разклатеното си здраве, той се лекува и възстановява в Букурещ. Болестта му продължава да се усложнява и той подава оставка на 13 февруари 1915 г., като се оттегля в Рим, където умира на 25 април същата година.